# Xã Paradise, Michigan
Xã Paradise (tiếng Anh: Paradise Township) là một xã thuộc quận Grand Traverse, tiểu bang Michigan, Hoa Kỳ. Năm 2010, dân số của xã này là 4.713 người.